# 文化时尚研究生院
文化时尚研究生院（日文原名：文化ファッション大学院大学，假名：ぶんかふぁっしょんだいがくいんだいがく，英文：Bunka Fashion Graduate University），是一所日本的私立大学院大学，位于东京都涩谷区代代木3-22-1。2006年设立。大学简称BFGU。

## 概况
该校由学校法人文化学园设立并运营。学校起源于1919年开设的裁缝学校。1936年原学校更名为文化服装学院，1950年设立文化女子短期大学，1964年设立文化女子大学，1980年设立文化外国语专门学校。2003年学园设立了文化时尚业务学校，2006年在其基础上创建文化时尚研究生院。
该校是一所专门职大学院。

## 相关链接
- 官方网站 （页面存档备份，存于）